# Hermann Georg Krüger
Hermann Georg Krüger (* 4. Juli 1815 in Schleswig; † 26. Februar 1897 in Kiel) war ein deutscher Architekt, der vor allem als dänischer und preußischer Baubeamter wirkte.

## Leben und Wirken
Krüger war ein Sohn des Apothekers Heinrich Christian Krüger (* 26. Februar 1772 in Lüneburg; † 15. März 1856 in Schleswig) und dessen Ehefrau Johanna Christiana Krüger geborene Wurmb verwitwete Nölting (* 14. April 1775 in Hamburg; † 19. August 1844 in Schleswig). Er hatte neun Geschwister.
Krüger beschäftigte sich bereits in jungen Jahren mit Architektur. Von 1830 bis 1835 lernte er an der Polytechnischen Schule Hannover. Anschließend machte er eine Lehre zum Zimmerer und arbeitete bei dem Hamburger Architekten Franz Georg Stammann. Von 1838 bis 1839 hörte er an der Berliner Bauakademie bei Heinrich Strack und Karl Bötticher. Während dieser Zeit bereiste er Bayern, Tirol, Italien, Frankreich, Belgien und Deutschland.
Nach der Lehre arbeitete Krüger als Mitarbeiter beim Stadtbaumeister von Altona. Am 19. März 1842 erhielt er einen Ruf als konstituierender Baukondukteur der Herzogtümer Schleswig und Holstein; er trat den Dienst am 1. April 1842 an. Am 1. April 1846 wurde er zum Baukondukteur des Bauinspektors für Holstein bestallt. Am 3. April 1848 übertrug ihm die provisorische Regierung in Rendsburg interimsweise die Aufgaben des holsteinischen Bauinspektors. Am 7. August 1848 erhielt er die endgültige Amtsbestätigung. Das Konsistorium als Baukondukteur in Schleswig gab er somit ab. Der dänische König wiederholte seine Bestallung am 20. März 1854.
Krüger wohnte zunächst in Altona und ab dem 1. Mai 1854 in Pinneberg. Aufgrund großer Bauvorhaben in Kiel zog er am 1. Mai 1858 dorthin. Am 18. Februar 1867 wurde er als Bauinspektor vereidigt und in den preußischen Staatsdienst aufgenommen. Nach einer Neuordnung der Bauverwaltung ging er am 1. Januar 1871 in den Ruhestand. Danach wohnte er in Kiel, wo er 1871 ein eigenes Wohnhaus baute. Außerdem arbeitete er noch als Architekt.

## Bauten und Entwürfe
Krüger arbeitete gerne mit romanisierenden Formen und wandte sich dem Historismus zu. Er gehörte nicht zu den bedeutendsten Baukünstlern seiner Zeit. Im Rahmen von dienstlichen Arbeiten, aber auch von privaten Aufträgen, kam es zu folgenden Ausführungen:
- 1851: Restaurierung und Erneuerung des Turms der Kirche in Karby
- 1852: Pastorat in Bramstedt
- 1854–1870: Beratung bei Bauvorhaben am Kieler Schloss
- 1858: Umbau des Herrenhauses in Windeby
- 1858: Restaurierung der Kirche in Bordesholm
- 1858: Schulgebäude für die Gelehrtenschule (spätere Detlefsenschule) in Glückstadt[3]
- 1858–1864: Umbau der Dreikönigskirche in Haselau
- 1860–1862: Krankenhaus für die Akademischen Heilanstalten in Kiel-Düsternbrook, Michaelisstraße 16 (spätere Universitäts-Frauenklinik; unter Denkmalschutz)
- 1863: Friedhofskapelle in Marne
- 1863: Entwurf für ein Regierungsgebäude und die Dienstwohnung des Regierungspräsidenten in Plön
- 1863–1864: umfangreiche Restaurierung der Marienkirche in Segeberg
- 1865: Militärpferdestall in Plön
- 1865: Pastorat in Hemmingstedt
- 1866: „Erneuerung“ des Kirchturms der Dreikönigskirche in Haselau
- 1866–1868: Wiederaufbau der Nikolaikirche in Plön
- 1868/1869: Herrenhaus auf Gut Ascheberg, Herrenhaus auf Gut Dänisch-Nienhof, Herrenhaus auf Gut Wittenberg
- 1871: Anbau eines Flügels an das Herrenhaus auf Gut Jersbek
- 1871: eigenes Wohnhaus in Kiel, Düsternbrook 49[4]
- 1883–1884: Restaurierung der Kirche in Haseldorf

## Familie
Krüger heiratete am 26. September in Plön Catharina Dorothea Christina Lüthge (* 28. Mai 1824 in Plön; † 7. August 1905 in Kiel; begraben am 9. August 1905 in Plön). Das Ehepaar hatte drei Töchter und drei Söhne, darunter die Malerinnen Clara von Sivers, Rosa Krüger und Elisabeth Krüger.